# 983
983 је била проста година.

## Догађаји
- Цар Отон II објављује рат Византијском царству и Сицилијанском емирату. Окупља велике експедиционе снаге за обнову инвазије на Калабрију (јужна Италија). Отоn поклања Рајнгау („Рајнски округ“) надбискупији Мајнца током „веронске донације“. Отон III је изабран за краља Немачке и Италије.
- Велики словенски устанак: Полабски Словени (Венди), углавном племена Љутићи и Оботрити која живе источно од реке Лабе, буне се против хришћанства и свог потчињавања немачком (бившем источнофраначком) царству Светог римског царства. Нападају северну Немачку, пљачкајући градове Хавелберг, Бранденбург и Хамбург.
- Краљ Харалд Плавозуби се буни против власти Отона II. Данска викиншка војска под командом његовог сина Свена I Рашљобрадог напада Шлезвигску област– дуж северне границе модерне Данске. Лужички Срби у северној Немачкој преплављују и освајају Цајцку пблст (Марка Геронис) од саксонаца.
- 26. март – Адуд ел-Давла, владар (емир) династије Бујида, умире након 34-годишње владавине. Наслеђује га двадесетогодишњи син Самсам ел-Давла, кога признаје Абасидски калифат. Током ел-Давлине владавине, његови доминиони су подељени грађанским ратом и побунама (до 987. године).
- 7. децембар – Отон II умире од грознице у својој палати у Риму након 10-годишње владавине. Наслеђује га трогодишњи син, Отон III.
- 25. децембар – Отон III крунисан је у Ахену од стране надбискупа Вилигиса из Мајнца и папе Јована X из Равене. Свето римско царство долази под регентство његове мајке, царице супруге Теофане.
- Пад – Фатимидске трупе под пребеглим хамданидским гувернером Хомса, Бакјуром, нападају Алепо (данашња Сирија), али су одбијене интервенцијом византијске војске. Варда Фока (Млађи) пљачка град, док Бакјур бежи на територију Фатимида у Египту.
- Цар Шенг Зонг из династије Лиао, коју су предводили Кидани, предводи експедиционе снаге против Зубуа након што су убили свог кана и почели да дижу буне против Кидана.
- Једна од Четири велике књиге песама, енциклопедија „Царска читања ере Тајпинга“ је завршена у 1.000 томова, са 4,7 милиона писаних кинеских знакова.
- 10. јул – Папа Бенедикт VII умире након 9-годишње владавине. Отон II обезбеђује избор царског канцелара и поставља Јована XIV за 136. папу Католичке цркве.

### Непознат датум
- Велики словенски устанак

## Смрти
- 7. децембар — Отон II, немачки краљ и цар Светог римског царства(*955)